# Holocraspedon flava
Holocraspedon flava är en fjärilsart som beskrevs av Van Eecke 1927. Holocraspedon flava ingår i släktet Holocraspedon och familjen björnspinnare. Inga underarter finns listade i Catalogue of Life.